# Нова Вес-Петріянецька
Нова Вес-Петріянецька (хорв. Nova Ves Petrijanečka) — населений пункт у Хорватії, у Вараждинській жупанії у складі громади Петріянець.

## Населення
Населення за даними перепису 2011 року становило 895 осіб.
Динаміка чисельності населення поселення:

## Клімат
Середня річна температура становить 10,17 °C, середня максимальна – 25,06 °C, а середня мінімальна – -6,78 °C. Середня річна кількість опадів – 900 мм.
| Клімат поселення                              | Клімат поселення | Клімат поселення | Клімат поселення | Клімат поселення | Клімат поселення | Клімат поселення | Клімат поселення | Клімат поселення | Клімат поселення | Клімат поселення | Клімат поселення | Клімат поселення | Клімат поселення |
| Показник                                      | Січ.             | Лют.             | Бер.             | Квіт.            | Трав.            | Черв.            | Лип.             | Серп.            | Вер.             | Жовт.            | Лист.            | Груд.            |                  |
| Середній максимум, °C                         | 5,33             | 7,38             | 11,98            | 16,51            | 21,88            | 25,06            | 23,88            | 23,20            | 19,18            | 14,12            | 8,41             | 4,40             |                  |
| Середня температура, °C                       | −0,72            | 1,32             | 5,90             | 10,46            | 15,84            | 18,99            | 20,07            | 19,38            | 15,35            | 10,30            | 4,61             | 0,59             |                  |
| Середній мінімум, °C                          | −6,78            | −4,75            | −0,15            | 4,40             | 9,77             | 12,94            | 16,25            | 15,56            | 11,53            | 6,50             | 0,79             | −3,23            |                  |
| Норма опадів, мм                              | 43               | 46               | 59               | 71               | 77               | 104              | 94               | 94               | 85               | 84               | 82               | 61               |                  |
| Середньомісячна швидкість вітру, м/с          | 1.86             | 2.10             | 2.48             | 2.48             | 2.30             | 2.10             | 2.00             | 1.80             | 1.80             | 1.80             | 1.91             | 1.90             |                  |
| Середньомісячна сонячна радіація, кДж/м²·день | 4033             | 6775             | 10548            | 14826            | 18908            | 20706            | 21289            | 18576            | 13815            | 8596             | 4502             | 3222             |                  |
| --------------------------------------------- | ---------------- | ---------------- | ---------------- | ---------------- | ---------------- | ---------------- | ---------------- | ---------------- | ---------------- | ---------------- | ---------------- | ---------------- | ---------------- |
| Джерело:                                      |                  |                  |                  |                  |                  |                  |                  |                  |                  |                  |                  |                  |                  |